# Nicole Petignat
Nicole Petignat (La Chaux-de-Fonds, 27 de outubro de 1966) é uma árbitra de futebol suíça. Em agosto de 2003, ela se tornou a primeira mulher a apitar uma partida de futebol masculino organizada pela UEFA: AIK, da Suécia, contra o Fylkir, da Islândia, pela rodada preliminar da Copa da UEFA.